# Estación de Steinach
La estación de Steinach es una estación ferroviaria de la comuna suiza de Steinach, en el Cantón de San Galo.

## Historia y ubicación
La estación de Steinach fue inaugurada en 2007 por los SBB-CFF-FFS dentro de la implantación de la red de trenes de cercanías S-Bahn San Galo, para dar cobertura ferroviaria a la comuna de Steinach.
La estación se encuentra ubicada en el centro del núcleo urbano de Steinach. Cuenta con un andén lateral al que accede una vía pasante.
En términos ferroviarios, la estación se sitúa en la línea Schaffhausen - Rorschach. Sus dependencias ferroviarias colaterales son la estación de Arbon hacia Schaffhausen y la estación de Horn en dirección Rorschach.

## Servicios ferroviarios
Los servicios ferroviarios de esta estación están prestados por SBB-CFF-FFS:

### S-Bahn San Galo
En la estación efectúan parada los trenes de cercanías de dos líneas de la red S-Bahn San Galo:
- S 7 Rorschach - Romanshorn - Sulgen - Weinfelden
- S 8 Schaffhausen - Stein am Rhein – Kreuzlingen – Romanshorn - Rorschach